# 宋晟
宋晟（？—1407年），字景陽，河南江北等處行中書省安豐路濠州定遠縣（今安徽省定遠縣）人，明朝政治人物，西寧侯。

## 生平

### 洪武建文年间
宋晟父亲宋朝用、兄宋國興，均跟从朱元璋起兵，皆積功至元帥。在攻打集慶时，宋國興战亡，宋晟继嗣其职。当时宋朝用年老请换，恰逢宋晟跟从鄧愈攻克徽州，被召唤，襲父官。累進都指揮同知，镇守江西、大同、陕西等地。洪武十二年，因事被降職为涼州衛指揮使。洪武十七年，讨伐西番叛酋，追至亦集乃路，捉捕元海道千戶也先帖木兒、國公吳把都剌赤等人，俘虏一万八千人，押送酋长入京，而在俘虜中挑选精銳千余人补充明军，其余释放。之后，宋晟召还，恢复都指揮职，之后晋升右軍都督府都督僉事，仍鎮涼州。
洪武二十四年，担任總兵官，與都督劉真討哈梅里，那裡距离肅州有千余里。宋晟令部队轻装疾馳，趁夜抵达城下。次日天明突然进攻，遂攻破，并擒拿王子別兒怯帖木兒等人。自此，番戎纷纷恐惧降服。次年，跟从蓝玉出征罕東，土酋哈昝等逃去。班师后，调任中军都督府都督僉事。洪武二十八年，跟从總兵官周興出兵開原，追至忽剌江、甫答迷城，俘人畜而還。明年拜征南右副將軍，討廣西帡幪諸苗寨，擒斬七千余人。洪武三十年，總羽林八衛部队討平五開等地。三十一年，出鎮開平，跟从燕王朱棣出塞。建文改元后，仍鎮甘肅。

### 永乐年间
明成祖即位后，宋晟入朝，晋升为后军都督府左都督，拜平羌將軍，遣還鎮。永乐三年，招降把都帖木兒、倫都兒灰等部落五千余人，并获馬駝牛羊一萬六千。封西寧侯，俸祿一千一百石，世袭指揮使。宋晟四次镇守凉州，前后有二十余年，在边疆威信极大。朱棣以其为舊臣，有大將材，專任以邊事，奏上的請求很快就獲批准。当时有监察御史弹劾其自專，明成祖则表示：“任人不專則不能成功，況大將統制一邊，寧能盡拘文法。”并授予宋晟在边疆方便行事的权力。宋晟曾请求入朝，朱棣回道：“西北边务，一旦委托你来处理。非我召回命令则不要过来。”之后，命经营河西牧地，及圖出塞方略。永乐五年，病歿。

## 后世
宋晟有三子：宋瑄、宋琥、宋瑛，长子宋瑄在建文年间为府軍右衛指揮使，靈璧之战中阵亡。宋琥娶明成祖女儿安成公主，并嗣西宁侯爵，予以世券。永乐八年，佩戴前將軍印镇守甘肃，后因连坐被剥爵位、削驸马都尉，宣德年间恢复。宋瑛继承其兄爵位，并娶咸寧公主，后在于瓦剌也先的交戰中陣亡。西宁侯的爵位一直传至明末。